# Cratera Amguid
A cratera Amguid é uma cratera de impacto na Argélia.
Tem 450 metros de diâmetro e s sua idade é estimada em menos de 100 000 anos (porém mais que 10.000), portanto, tendo sido provavelmente "formada" no Pleistoceno.